# Antigny (Vienne)
Antigny ist eine französische Gemeinde im Département Vienne in der Region Nouvelle-Aquitaine. Sie gehört zum Arrondissement Montmorillon und zum Kanton Montmorillon.
Der Ort zählt 543 Einwohner (Stand 1. Januar 2022) und liegt etwa drei Kilometer südlich von Saint-Savin und 40 Kilometer östlich von Poitiers, unmittelbar am Ufer der Vienne.
Die Hauptsehenswürdigkeiten sind die Fresken in der Kirche Notre-Dame, die Totenlaterne der ehemaligen merowingischen Nekropole, die Überreste einer bedeutenden gallo-römischen Siedlung an der Gué-de-Sciaux (Furt von Sciaux) und das zugehörige Museum.

## Geschichte

### Prähistorische Wurzeln
Ausgrabungen in der nahegelegenen Höhle von Taillis des Coteaux (Dickicht der Hänge) sind seit 1999 im Gange. Die archäologische Fundstätte befindet sich in einer Tiefe von etwa dreißig Metern unter einem Hügel und dehnt sich über 340 Quadratmeter aus. Man fand Spuren ihrer Nutzung aus dem Zeitraum von 30.000 bis 15.000 vor unserer Zeitrechnung. Die Ausgrabungen legten rund zwanzig Schichten zu Tage, und zwar solche aus dem Aurignacien, Gravettien (allein sieben Schichten), aus dem Badegoulien, und aus dem frühen und mittleren Magdalénien. Die gefundenen Artefakte repräsentieren überwiegend Steinwerkzeuge aus „industrieller Produktion“, aber es wurden auch Schmuck aus Muschelschalen und geschnitzten Knochen gefunden. Die oberste Schicht bestand fast nur aus menschlichen Überresten. Die hohe Zahl der Knochen (sie stammen von mehreren hundert Menschen) lässt vermuten, dass die Höhle als Beinhaus diente.

### Antike

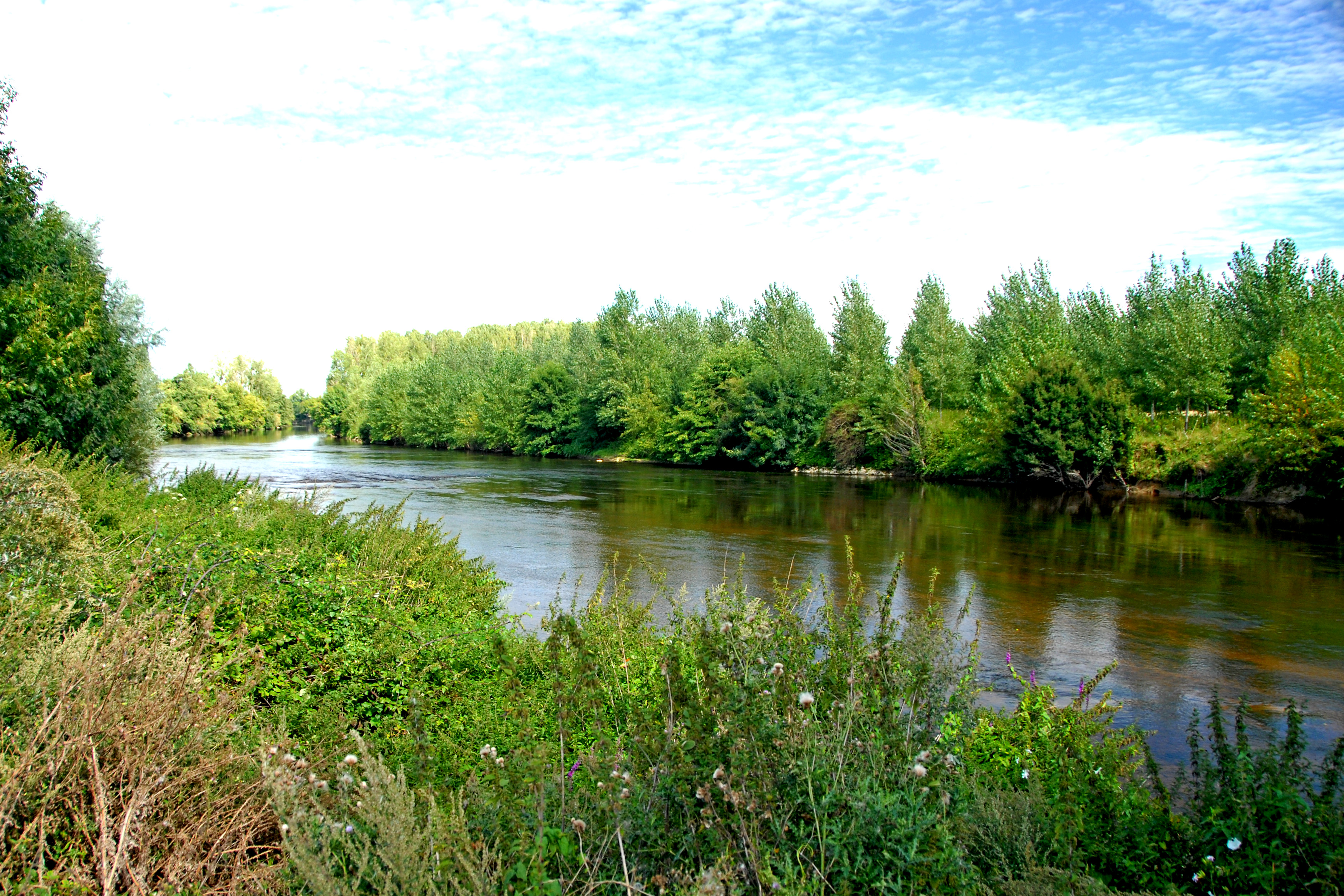
Gartempe, Furt von Sciaux

Gut einen Kilometer flussabwärts von der Höhle, aber immer noch auf dem Gemeindegebiet, stößt man auf die Furt von Sciaux (frz. Le Gué-Sciaux), wo die antike Römerstraße von Poitiers nach Bourges den Fluss Gartempe überquerte. An dieser Stelle führten archäologische Ausgrabungen zur Entdeckung einer bedeutenden gallo-römischen Siedlung aus dem 2. Jahrhundert.
Mit einer Ausdehnung von 50 Hektar weist die archäologische Fundstätte die Merkmale eines vicus auf, einer organisierten dörflichen Gemeinschaft mit Kultstätten (Tempel), öffentlichen Anlagen (Thermen, Theater) und mit einem kunsthandwerklichen Viertel auf der rechten Uferseite des Flusses. Man fand zum Beispiel einen Ofen, dessen Schlacken Metall enthielten, was auf eine antike  Schmiede schließen lässt. Auf der anderen Seite der Römerstraße, fast gegenüber der Schmiede, fand man einen Brunnen mit einer weitgehend erhaltenen Einfassung aus Keramik, was eine sehr seltene Entdeckung darstellt.
Die Quellen weisen auf die Entdeckung eines Bassin à cupule (Beckens mit Cupula) hin, über dessen Entstehung, Zerstörung und Verwendung unterschiedliche Auffassungen geäußert werden. Zur Form und Dimension des Beckens werden präzise Angaben gemacht: 4,14 × 2,41 m im Grundriss, 1,80 m tief. Das ergibt eine Fläche von 9,97 m² und ein Fassungsvermögen von 17,959 m³. Der Boden weist ein Gefälle von 2 cm auf. Man fand eine festgemachte Treppe vor. Zur Cupula werden folgende Angaben gemacht: Platzierung: zentriert, Form: ellipsoid, Material: Beton, Dimension: D=21 cm, d=13 cm, P=2 cm. Das Alter des Bauwerks wird mit: 15 Jahre vor, bis 40 Jahre nach unserer Zeitrechnung angegeben. vermutlich war die Cupula eine ovale Mulde im Betonboden des Bassins, welche die vollständige Entleerung erleichterte.
Derartige Bassins à cupule kommen im Südwesten Frankreichs recht häufig vor. Ihre Böden bestehen zumeist aus wasserdichtem Beton, ihre Wände teilweise aus Mauerwerk mit wasserdichtem Putz, aber auch aus dem gleichen Beton, wie der Boden. Ihr Zweck ist fraglich, die Verwendung als Zisterne ist naheliegend, wahrscheinlicher und verbreiteter ist aber der Einsatz beim Maischen von Trauben für die Weinherstellung. Eine andere Verwendung wird angegeben als ein Bassin à salsamenta, zur Herstellung von Fischsaucen, und das eher in Küstennähe.
Im gallo-römischen Vicus von Bibracte auf dem Mont Auxois in Burgund wurde etwa in dessen Zentrum ein Bassin aus Beton rekonstruiert, in Form eines Bootsrumpfes, mit dem Namen Fontaine Saint-Pierre.
Ausgrabungen des gallo-römischen vicus Sciaux

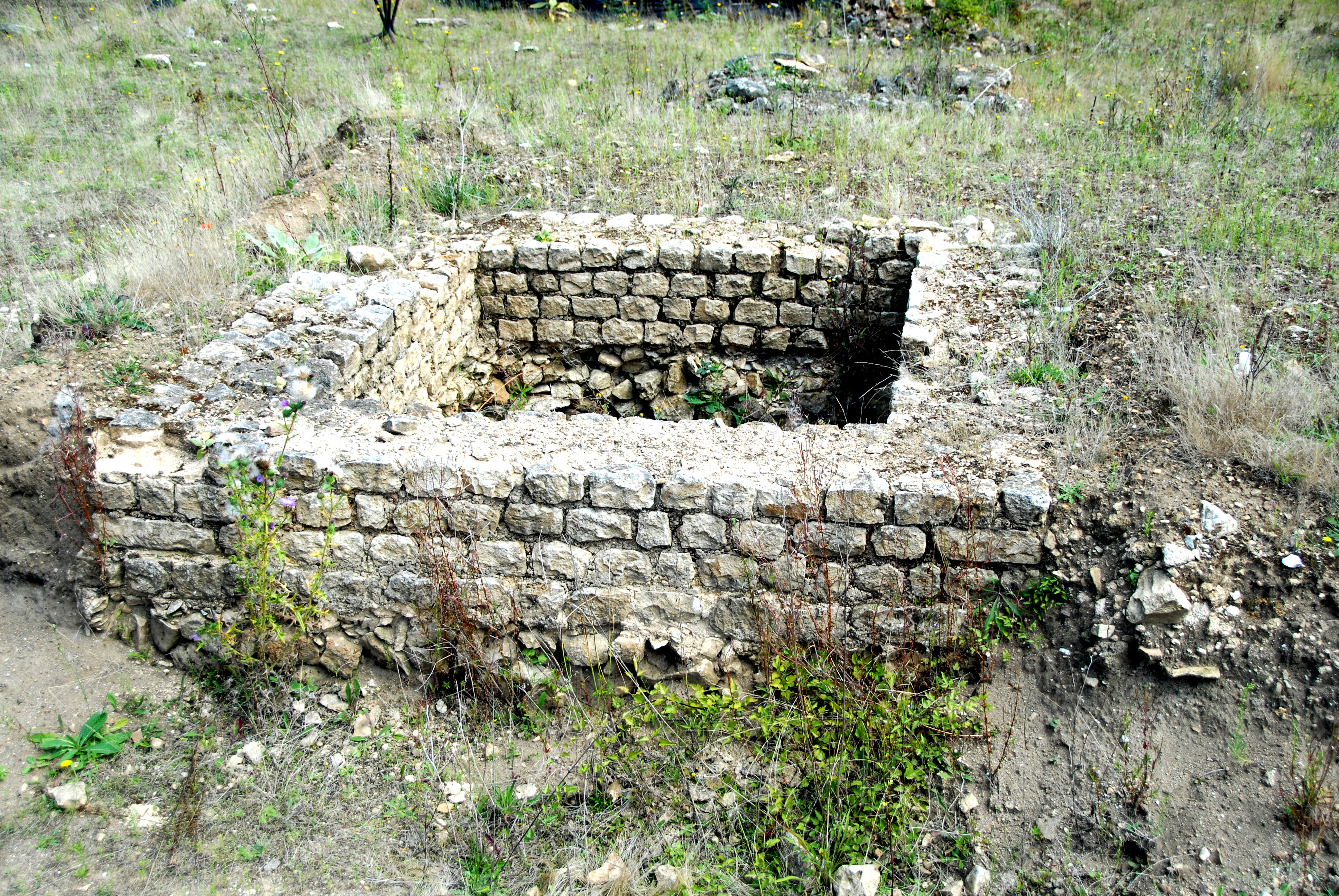
Wasserbecken
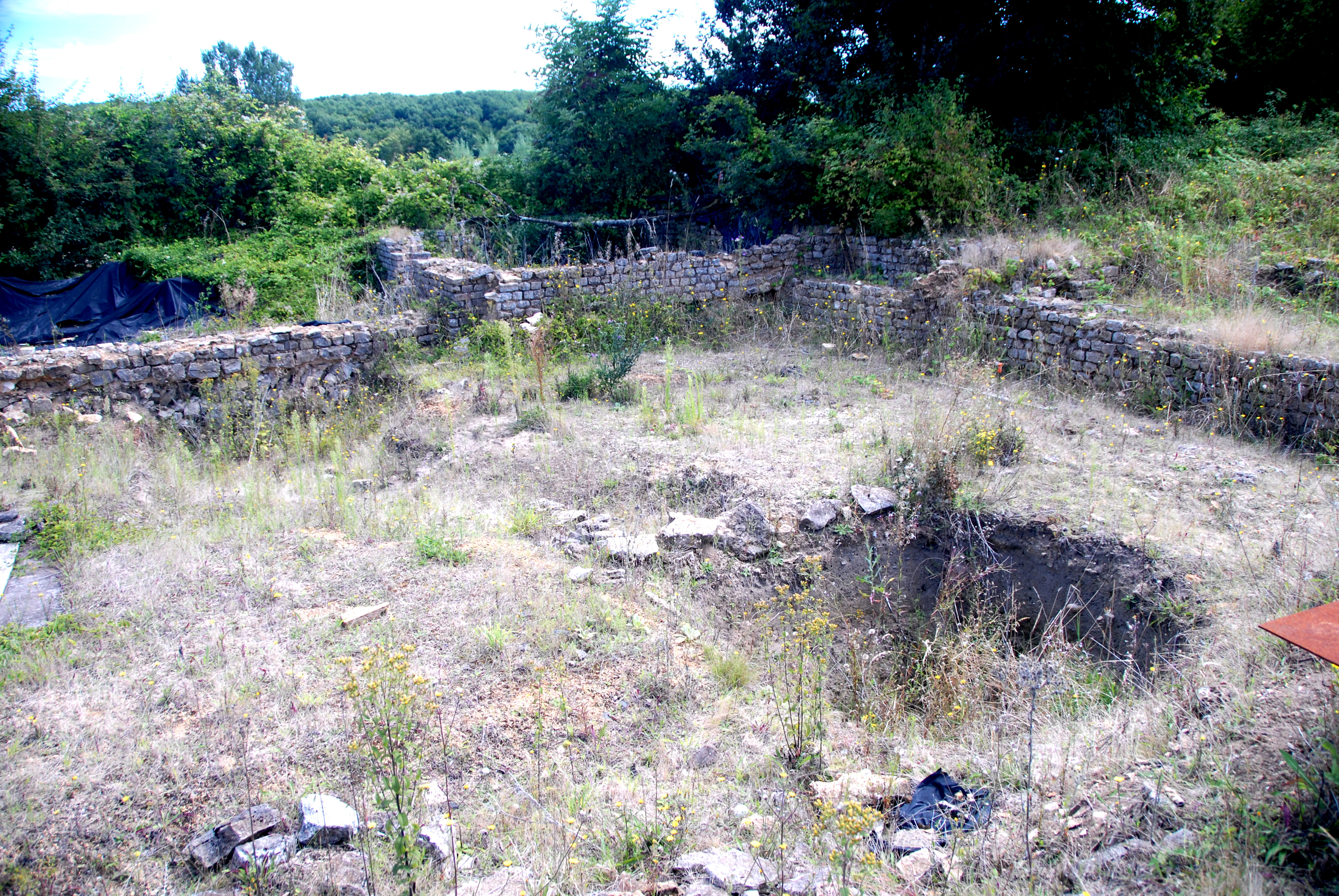
Keller- und Grundmauern
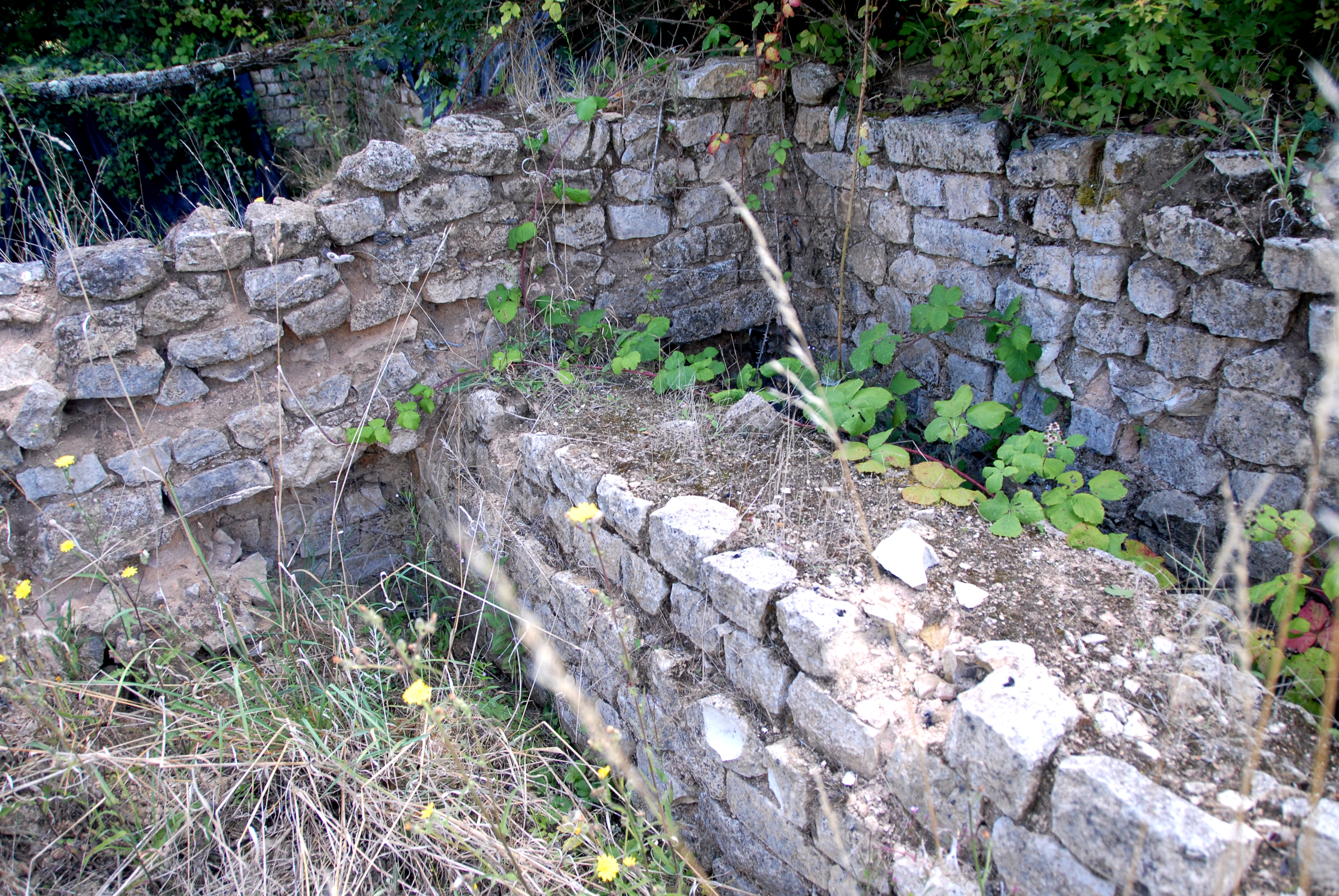
Grundmauern und Kanal
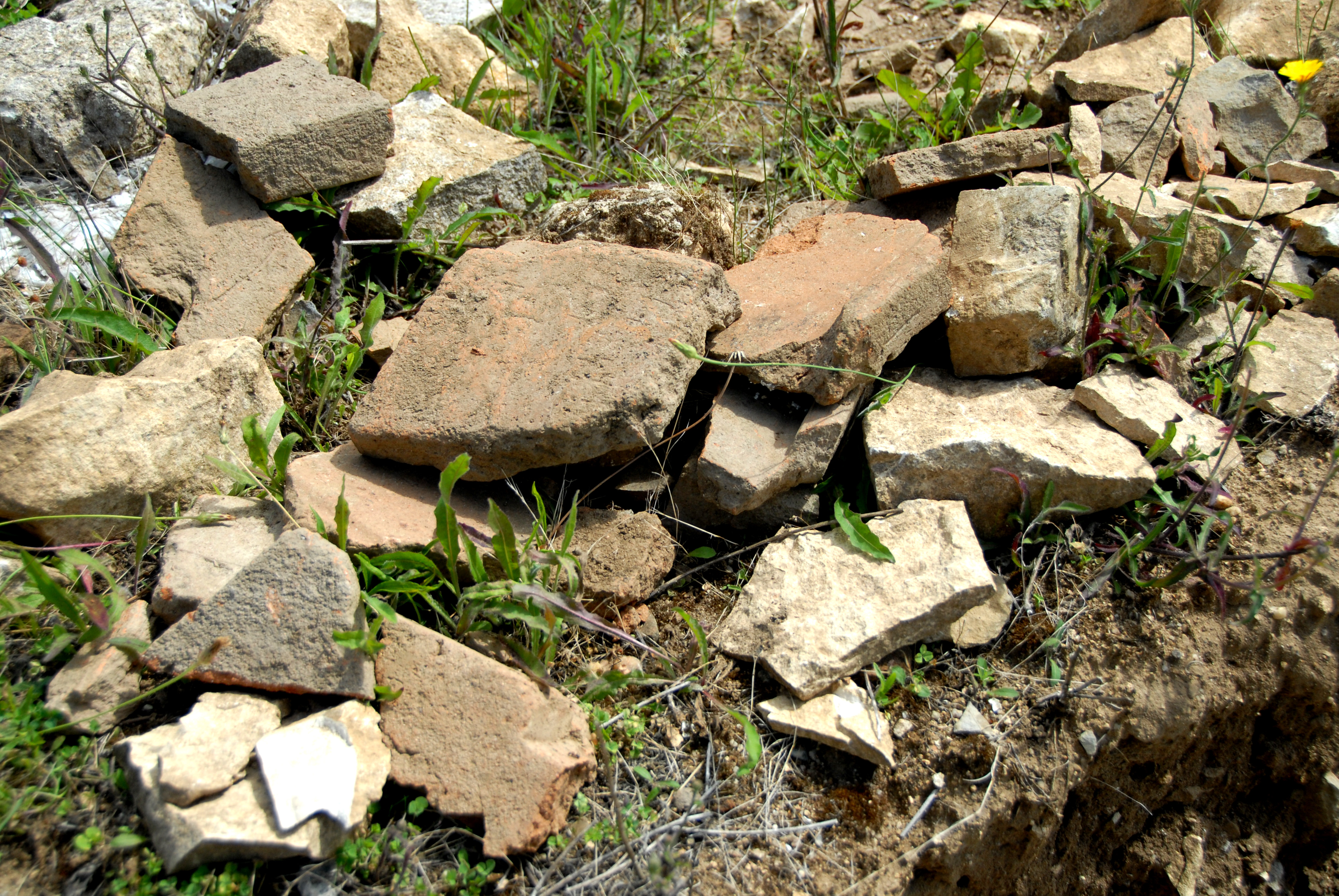
Diverse Scherben

#### Museum

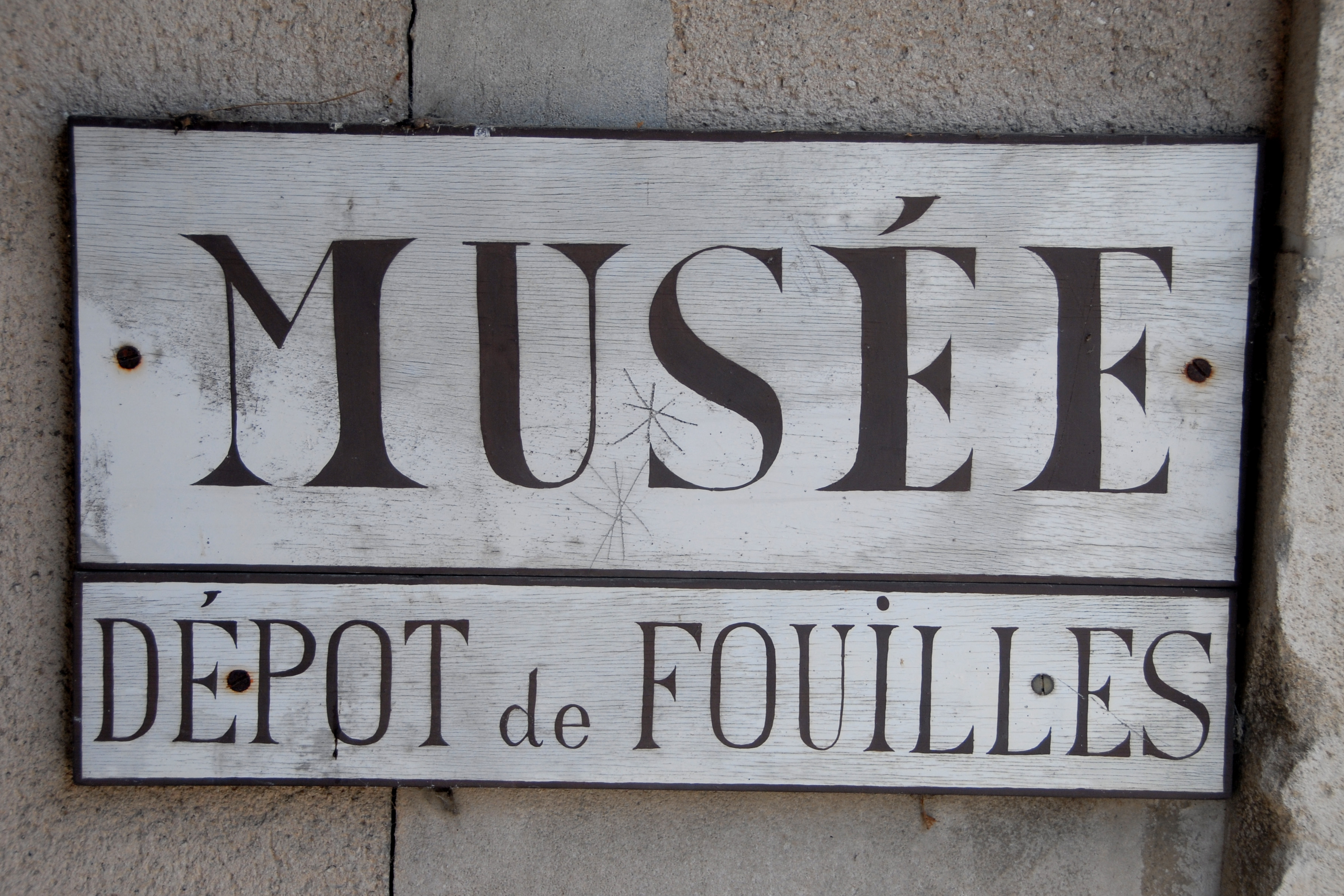
Museum, Türschild

Das Museum von Antigny beherbergt ein reiches Lapidarium aus Fundstücken des gallo-römischen vicus von Gué-de-Sciaux. Ausgestellt werden unter anderem:
- Der Giebel eines Tempels aus dem 2. Jahrhundert im Original
- Diverse Gräber
- Die Rekonstruktion des Tympanons eines Tempels aus dem 2. Jahrhundert in wahrer Größe
- Militärische Meilensteine
- merowingische Sarkophage und Skulpturen.

Fundstücke im Museum des gallo-römischen vicuc Sciaux

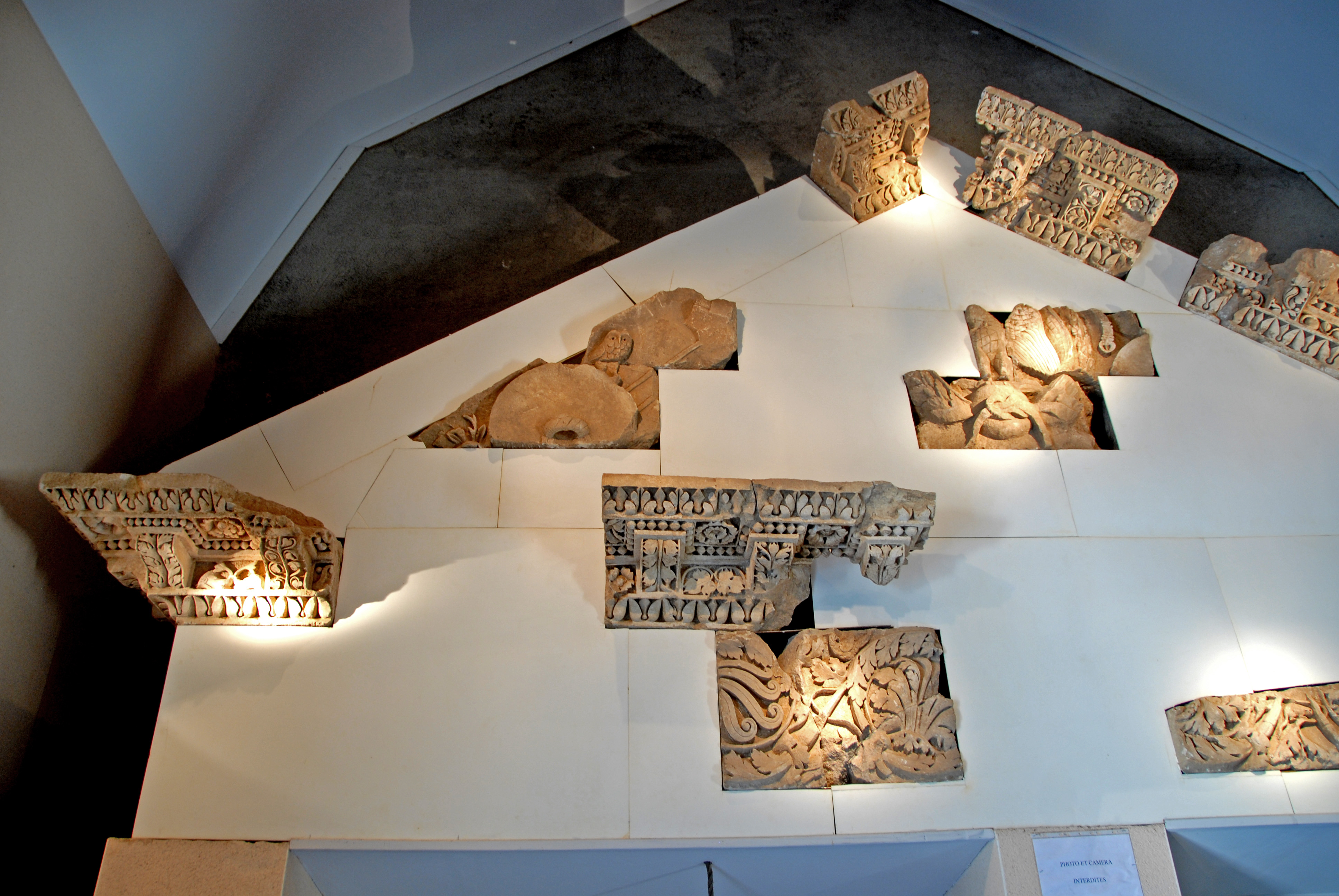
Reste eines Tempelgiebels
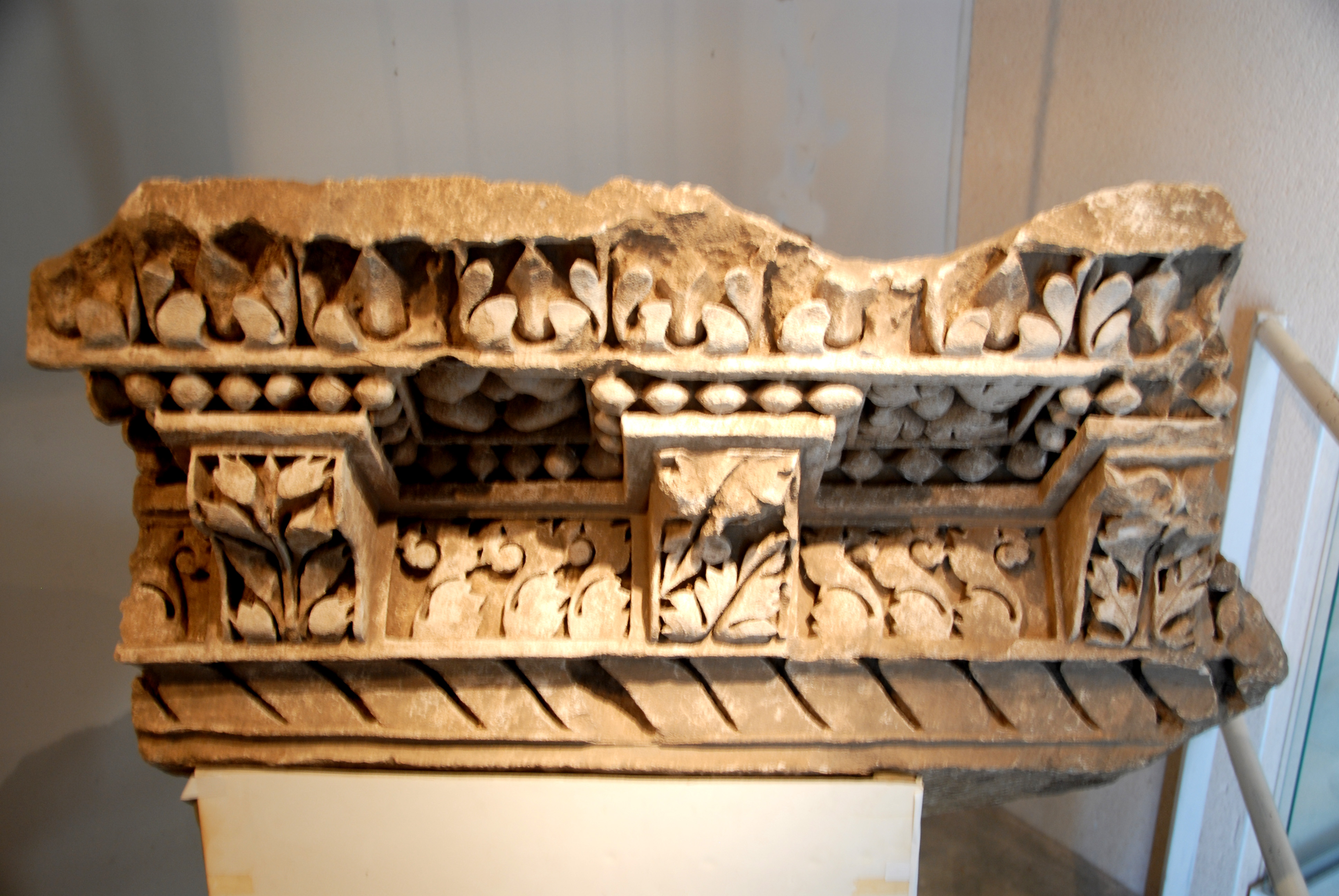
Tempelgesims
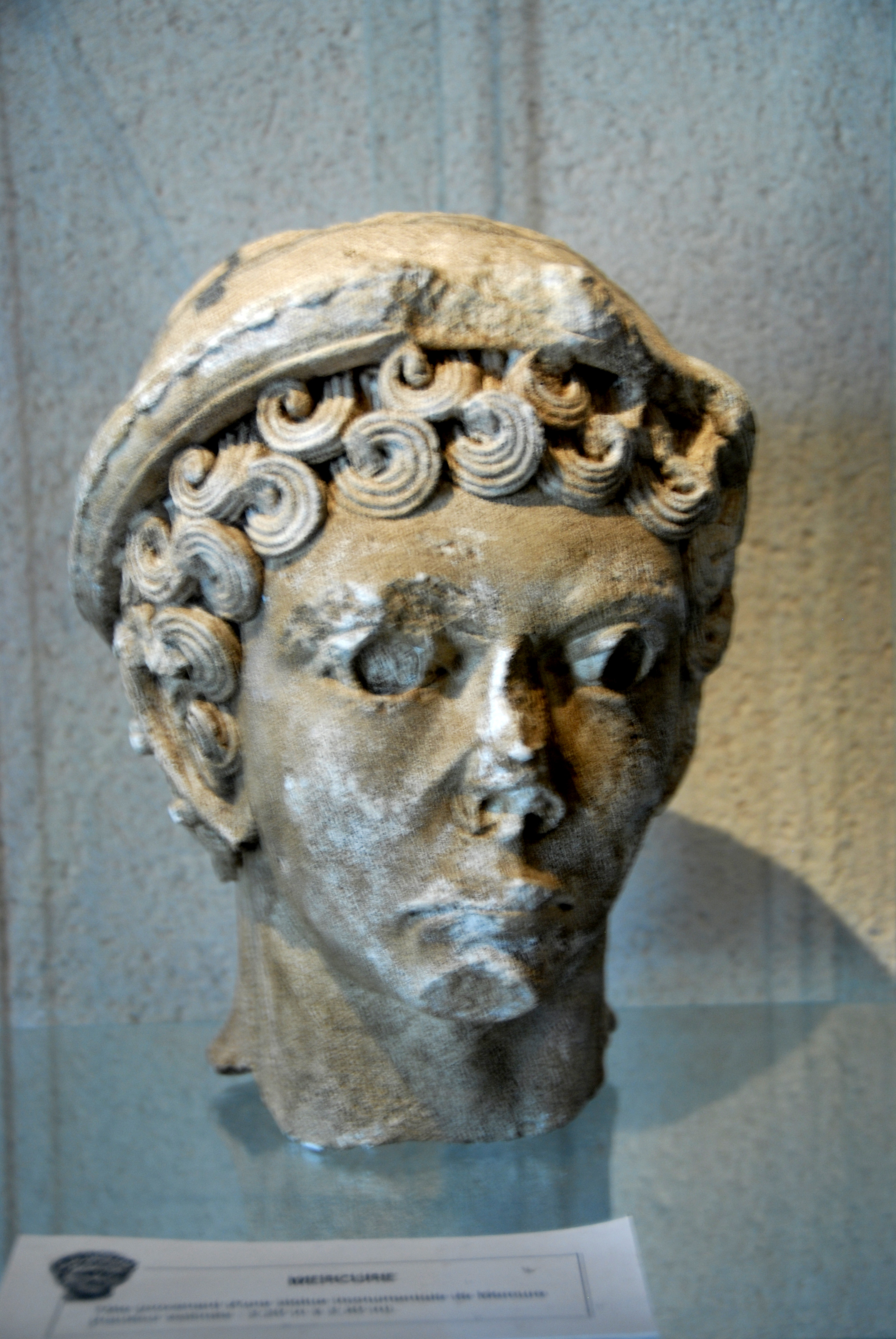
Kopf eines Römers
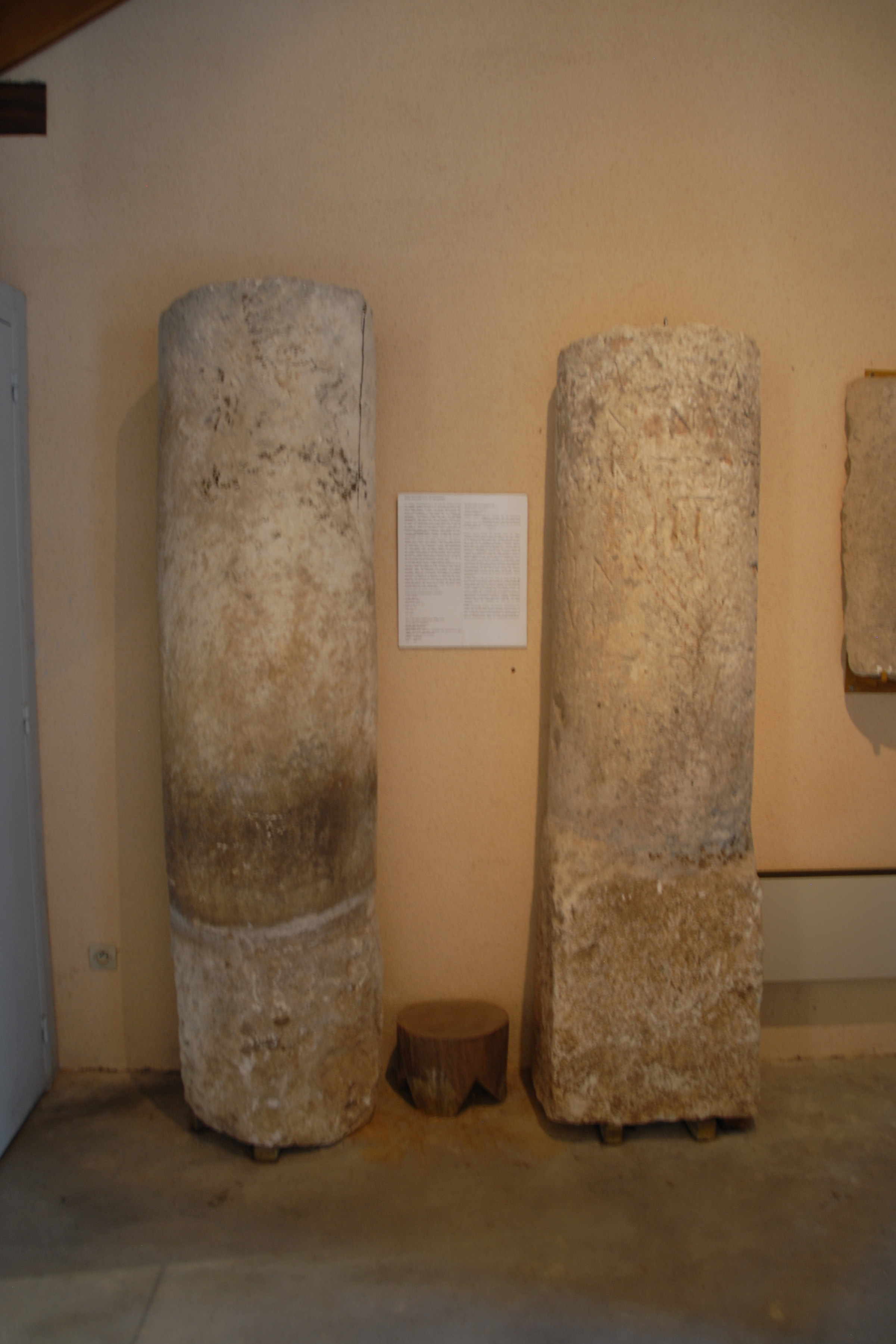
Meilensteine

Der Verlauf der ehemaligen Römerstraße (siehe Michelin-Atlas 1:200 000) ist nahezu identisch mit dem eines Feldweges, der von der Straße zwischen Antigny und Saint-Savin abzweigt und zum Fluss Gartempe führt, wo man die Stelle der Furt am stärker bewegten Flachwasser lokalisieren kann. Neben diesem Weg etwa hundert Meter vom Ufer entfernt und deutlich höher als der Wasserspiegel findet man einen Teil der Grabungen der Siedlung Sciaux in Form von freigelegten Grundmauern und befestigten Böden, die allerdings von der Natur stark überwuchert werden. Häufig anzutreffen sind quadratische und rechteckige gemauerte Bassins, die an das oben beschriebene Bassin á cupule erinnern. Die Bauwerksreste sind in recht desolatem Zustand und teilweise mit Schutzfolien abgedeckt.

### Mittelalter
An der Gartempe auf der Höhe der heutigen Ortschaft Antigny stand bereits zur Zeit der Merowinger (5. bis Mitte 8. Jahrhundert) die erste vorromanische Kirche. Dieser Vorgänger des heutigen Schiffs steht inmitten einer großen Nekropole, die zahlreiche merowingisch ornamentierte Steinsarkophage umfasst, von denen noch einige in oder neben der Kirche erhalten sind und andere im Baptisterium Saint-Jean von Poitiers ausgestellt sind. Etliche dieser Sarkophage waren noch bis ins 19. Jahrhundert für Bestattungen in Gebrauch. Eine ähnliche merowingische Nekropole ist auch noch in Civaux recht anschaulich erhalten. Die Merowinger bestatteten ihre Verstorbenen an zentralen Orten, die oft auf vorchristliche Sanktuarien und traditionelle Begräbnisstätten zurückgingen und nahmen dafür weite Transportwege auf sich.
Der Ursprungsbau der ersten romanische Kirche Notre-Dame d′Antigny stammt aus dem 11. Jahrhundert und besaß bereits den Grundriss des heutigen Schiffs (siehe Grundrissskizze). Sie war vermutlich von einem flach geneigten Satteldach überdeckt und verfügte möglicherweise über eine östliche Chorapsis. Erste Erwähnung findet sie in einer Urkunde von Papst Lucius III., datiert auf 1184, in der ihre Abhängigkeit von der Benediktinerabtei Saint-Savin bestätigt wurde. Die offensichtlich teilweise eingestürzte romanische Kirche musste in der Hochromanik wiederaufgebaut werden. Dabei hat man Teile von Sarkophagen wieder verwendet.
Im 13. Jahrhundert machte man die Kirche zum Schiff, das um den heutigen Chor erweitert und mit ihm mit drei Arkadenöffnungen verbunden wurde (siehe Grundriss). Über dem ersten Chorjoch errichtet man einen Glockenturm mit steinernem Helm im gotischen Stil. Dabei entstand auch das gemeinsame, steil geneigte Satteldach über Schiff und Chor, welches das flach geneigte Dach des Schiffes ablöste. Gleichzeitig musste die ursprünglich flach geneigten Fassadenortgänge an die neue Höhe des Satteldachs angepasst werden. Im selben Jahrhundert wurde die schöne Totenlaterne errichtet; ausschließlich sie erinnern heute noch an die große Nekropole.
Die Fresken des Schiffs wurden zu Beginn des 14. Jahrhunderts ausgeführt – sicherlich beeinflusst und unterstützt von der nahen Abtei Saint-Savin, deren Kirche bereits im 12. Jahrhundert ausgeschmückt wurde. Hinzu kam wohl auch die großzügige Förderung der Herrschaftsfamilie von der Burg Château Boismorant, die rund einen Kilometer südlich von Antigny lag.
Renaud de Montléon, Knappe von Seigneur de Boismorand, verfügte in seinem Testament vom 14. November 1421 den Bau einer Kapelle „anstelle der Gräber der Boismorand und über diesen“ auf der Südseite des Chors. Es handelt sich dabei um die Grabkapelle, die der heiligen Katharina (frz. Sainte-Catherine) gewidmet wurde (siehe Grundriss). Über die halb so große Kapelle in deren Verlängerung geben die Quellen keine Auskunft. Die deutlich unterschiedliche Höhenlage und Form der Fenster in den Südwänden und die Nische in der Westwand der Katharinenkapelle, die ursprünglich ein Fenster war, schließen eine gleichzeitige Entstehung aus. Auch gibt es über die Bedeutung und das Entstehungsdatum des kleinen Anbaus an der Südwand der Kapelle keinen Hinweis.

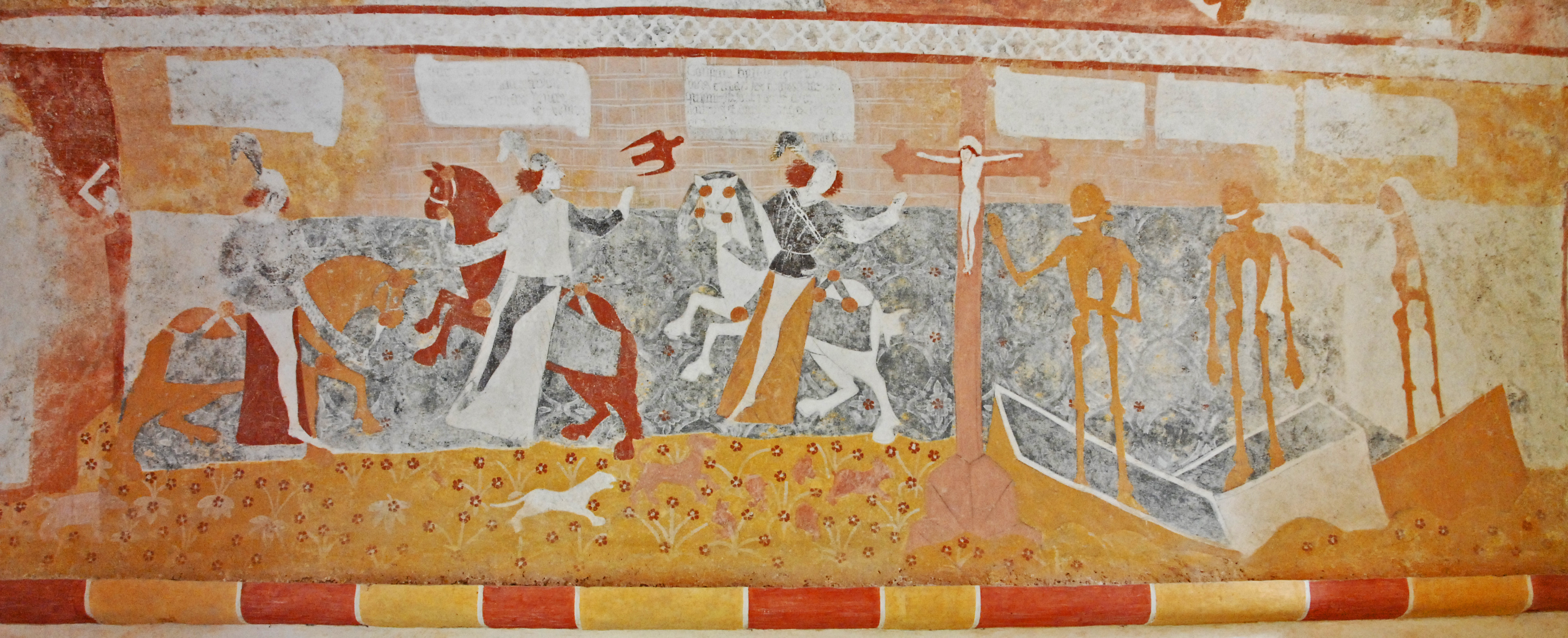
Grabkapelle von Jouhet, Fresko, Legende von den drei Lebenden und den drei Toten

Ihre Fresken wurden in der Zeit von 1430 bis 1510 gestaltet, in der Jean Moussy, ein Seigneur Boismorand und ein de la Contour lebten. Mit gleichen Dekoren und ähnlichen Farben ist sowohl die Kapelle des Château von Boismorand sowie auch die Grabkapelle von Jouhet, etwa 6 km südlich von Antigny, ausgestattet worden. Das Fehlen des Sohnes Gamaliel unter den Familienmitgliedern der Herrschaft von Boismorand, lässt die Darstellungen über der Eingangsarkade auf eine Zeit vor 1490 datieren.
In einem Protokoll von 1695, anlässlich einer Visite der Kirche, wurde festgehalten: „Die Kirche ist ärmlich ausgestattet, ohne auch nur ein einfaches Ziborium, nicht mehr im Besitz der Monstranz aus vergoldetem Holz und die liturgischen Bücher sind unbrauchbar.“
Im 18. Jahrhundert hat man die südlichen Kapellenanbauten um den offenen Narthex, die Ballett genannt wird, verlängert (siehe Grundriss). Über die Herkunft dieser Benennung geben die Quellen keine Auskunft.
1971 wurde das Eichenholzgewölbe des Schiffs restauriert. Die Kapelle Sainte-Catherine, die lange Zeit durch eine Querwand unterteilt und zum Teil als Sakristei genutzt worden war, wurde 1985 wieder auf ihre ursprüngliche Größe gebracht.
1991 hat man die Putzmalereien nach ihrer intensiven Restaurierung zur Besichtigung freigegeben. In den Quellen heißt es: „Nach einer Umgestaltung im Jahr 1994 gelangt man über drei Treppenstufen abwärts in das Kirchenschiff“. Vermutlich bedeutet dies, dass der Boden des Schiffs abgesenkt und die nun vorhandenen halbkreisförmigen Treppen eingebaut worden sind.

## Bevölkerungsentwicklung
| Jahr      | 1962 | 1968 | 1975 | 1982 | 1990 | 1999 | 2008 | 2018 |
| Einwohner | 846  | 746  | 723  | 678  | 607  | 598  | 600  | 541  |

## Sehenswürdigkeiten

### Totenlaterne

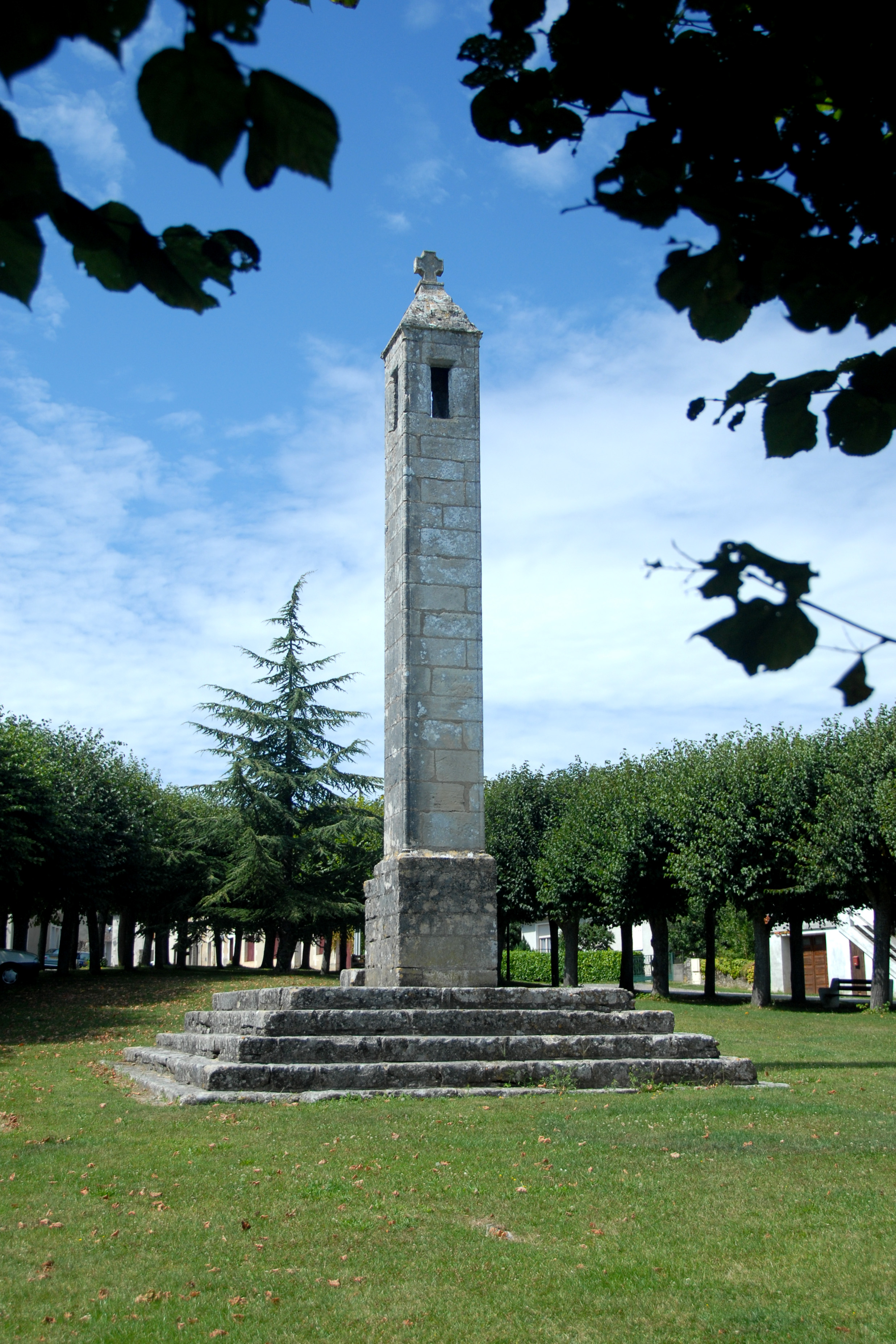
Totenlaterne auf dem ehemaligen Friedhof

Auf dem Platz vor der Kirche, auf einer ehemals viel größeren Nekropole, steht eine Totenlaterne mit einem ungewöhnlichen quadratischem Querschnitt; wahrscheinlich stammt sie aus dem 12. oder 13. Jahrhundert. Das Friedhofsmonument steht – wie üblich – auf einer mehrstufigen quadratischen Plattform. Die ausgehöhlte Stele verfügt über einen kleinen Altar, der über eine Stufe erreichbar ist. Durch eine seitlich angebrachte Tür kann das Leuchtfeuer eingeführt und mit einem Seilzug hochgezogen werden. Unter der mit einem steinernen Kreuz gekrönten Spitze der Totenlaterne erkennt man eine Öffnung in jeder der vier Wände, durch die das Licht nach außen scheinen konnte.
Die Funktion und der Gebrauch der Totenlaternen ist immer noch unklar: Waren sie als Ewiges Licht gedacht, das am Tage des Jüngsten Gerichts den Auferstehenden bzw. den Seelen der Verstorbenen den richtigen Weg weisen sollte oder wurde das Licht nur an bestimmten Tagen (z. B. Allerheiligen und Allerseelen, Karfreitag, Begräbnistage) angezündet? Weitere Beispiele dieser im Poitou weitverbreiteten Friedhofsmonumente findet man, nicht weit entfernt von Antigny, zum Beispiel in Angles-sur-l’Anglin, Château-Larcher, Cellefrouin und Fenioux.
Siehe auch: Liste der Monuments historiques in Antigny (Vienne)